# Уасаби
Уасаби или японски хрян (на японски: 山葵; на латински: Eutrema japonicum) е вид растение от семейство Кръстоцветни (Brassicaceae), единствен представител на род Eutrema.
От неговото стъбло се прави люта зелена паста, която се използва за производството на силно лютивата зелена горчица уасаби, която се използва като подправка към японските оризови рула „Суши“.
Тъй като уасабито се отглежда трудно, този скъп продукт извън Япония обикновено се заменя със смес от хрян (която японците понякога наричат „западното уасаби“), сарепска горчица и зелен хранителен оцветител.

## Разпространение
Растението се среща в диворастящо състояние по планинските речни долини на Япония.

## Употреба
Уасаби обикновено се продава като стъбло, което се стърже преди употреба, или като готова паста. Веднъж приготвеното като паста, уасабито си губи аромата за около 15 минути, ако остане непокрито. Пресните му листа, които са лютиви, също могат да се консумират.
Първоначалната силна миризма на уасабито се дължи на съединението алилизотиоцианид.
Най-често се използва като подправка за суши. За разлика от сосовете, които са базирани на екстракт от чили, лютивият ефект при уасабито е изключително силен.

## Хранителна стойност
Хранителна стойност за 100 грама хранителен продукт:
- Калории – 109 g
- Мазнини – 0,63 g
- Въглехидрати – 23 g
- Протеини – 4,8 g
- Целулоза – 7,8 g
- Натрий – 17 mg
- Калий – 568 mg
- Калций – 128 mg
- Желязо – 1 mg
- Магнезий – 69 mg
- Витамин C – 41,9 mg
- Витамин B6 – 0,3 mg

## Култивиране
Малко места са подходящи за широкомащабно отглеждане на уасаби, а отглеждането е трудно дори при идеални условия. В Япония растението се отглежда в следните региони:
- Полуостров Изу, в префектура Шизуока.
- Префектура Нагано, включително фермата Daio Wasabi Farm в Азумино; популярна туристическа атракция и най-голямата селскостопанска градина за Уасаби.
- Префектура Ивате.
- Префектура Шимане, известна като Хикими Уасаби.

| Префектура | Отглеждани във вода | Отглеждани във вода | Отглеждани в почва | Отглеждани в почва | Общо   | Общо   | Общо   |
| Префектура | Стъбло              | Листа               | Стъбло             | Листа              | Стъбло | Листа  | Общо   |
| ---------- | ------------------- | ------------------- | ------------------ | ------------------ | ------ | ------ | ------ |
| Нагано     | 226,9               | 611,4               | 2,7                | 14,7               | 229,6  | 626,1  | 855,7  |
| Ивате      | 8,2                 | 5,5                 | 16,0               | 488,4              | 24,2   | 493,9  | 518,1  |
| Шизуока    | 237,9               | 129,2               | -                  | 138,1              | 237,9  | 267,3  | 505,2  |
| Кочи       | 0,1                 | 0,1                 | 26,7               | 45,8               | 26,8   | 45,9   | 72,7   |
| Шимане     | 3,5                 | 1,7                 | 1,8                | 42,5               | 5,3    | 44,2   | 49,5   |
| Оита       | 0,1                 | 0,6                 | 38,8               | 9,5                | 38,9   | 10,1   | 49,0   |
| Други      | 32,9                | 59,7                | 46,4               | 76,3               | 79,3   | 136,0  | 215,3  |
| Общо       | 509,6               | 808,2               | 132,4              | 815,3              | 642,0  | 1623,5 | 2265,5 |

Също така има многобройни съоръжения за изкуствено култивиране на север като Хокайдо и на юг като Кюшу. Тъй като търсенето на уасаби е много голямо, Япония внася от Тайван, Корея, Израел, Тайланд и Нова Зеландия. В Северна Америка фирмите, отглеждащи уасаби, са значително по-малко, a в Обединеното кралство единственият производител е в Дорсет и Хемпшир.